# Club Nautico di Roma
Club Nautico di Roma är en privat yachtklubb som finns i Rom, Italien.
Den grundades i november 2006.
Den främjar och organiserar olika vattensporter som exempelvis segling, motorsport, fiske och dykning.
Club Nautico di Roma och dess Mascalzone Latino presenterades som den officiella Challenger of Record i America's Cup 2013, men drog tillbaka denna den 12 maj 2011 med hänvisning till utmaningar i att komma överens med sina sponsorer på en budget som räcker till att finansiera ett konkurrenskraftigt team.